# História do transporte ferroviário em Moçambique
Depois da Metrópole, Moçambique foi o primeiro território português a ter uma linha de caminho-de-ferro, em 1885.

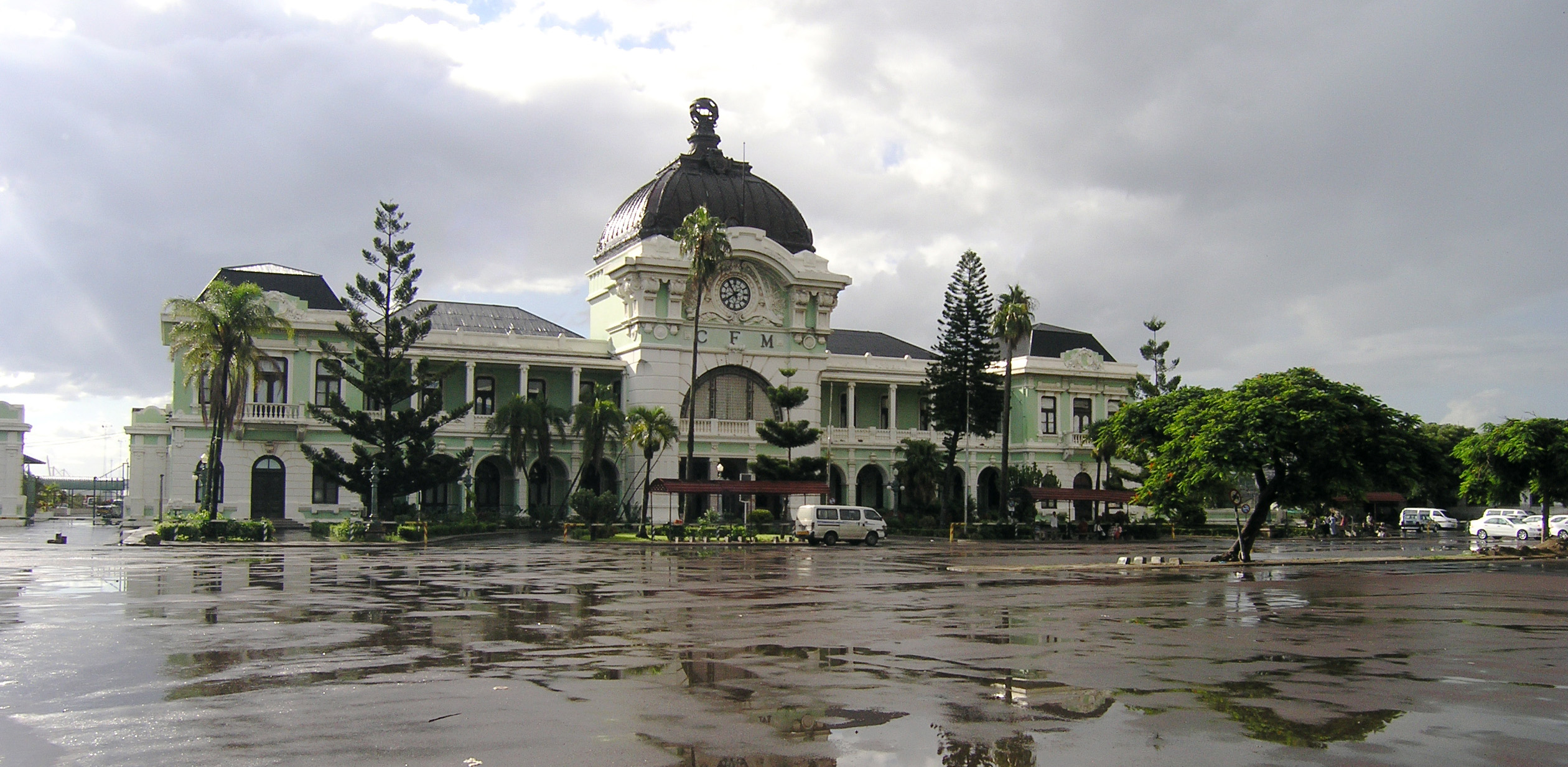
Estação do Caminho de Ferro em Maputo

## As origens
A construção dos caminhos-de-ferro em Moçambique realizada para das resposta aos interesses dos seus vizinhos, com a construção das primeiras linhas a serem realizadas por iniciativa dos Boers da República do Transval, sem intervenção do governo português. A opção pelo porto de Lourenço Marques (actual Maputo) como destino final da linha, prendia-se com o facto de ser o porto mais próximo da capital do Transvaal, Pretória, a uma distância de apenas 700 km (East London e Cidade do Cabo, ficam respectivamente a 1100 e 1650 km de distância e estavam sob administração Britânica, com quem os Boers estavam em conflito).
O primeiro projecto ferroviário de Moçambique, que se destinava a ligar o porto de Lourenço Marques à cidade de Zoutspanberg, surgiu em 1860 mas nunca se viria a concretizar. Doze anos depois, em 1872, uma proposta britânica para ligar a Baía de Maputo a Drakensberg também não teve seguimento.
A primeira acção concertada para a realização de uma ligação ferroviária foi realizada por George Pigot Moodie, um inglês, cuja concessão formal da linha foi realizada em Londres a 6 de Novembro de 1874, com Alfredo Duprat, o visconde de Duprat, a assinar em nome do Governo Português, e que seria rectificado a 18 de Novembro.
George Moodie, que já estava ligado à operação de outra linha na África do Sul, tentou encontrar os investidores para a empresa em Inglaterra e noutros países, entre os quais Portugal, mas não foi bem sucedido, acabando por vender a concessão ao próprio Transvaal por 15.000 Libras, que cria a Limbombo Railway Company com sede em Pretória.
No entanto foi realizado mesmo assim um estudo de um traçado provisório, realizado pelo Eng. Richard Thomas Hall entre Agosto e Dezembro de 1876.
Com a anexação do Transval pela Inglaterra, em 1877 todo o processo entrou em compasso de espera; os Ingleses não queriam avançar sem terem a certeza de manterem Transvaal, e nesse caso a possibilidade de escoar os seus produtos pela via mais curta o porto de Lourenço Marques.
Em 1881 o Transvaal sai da esfera britânica, recuperando a sua independência, e voltou a abordar o tema da linha com Governo Português, que nessa data envia para Lourenço Marques o major de Engenharia Joaquim José Machado para realizar o estudar do traçado até aos Limbombos.

## A 1ª linha

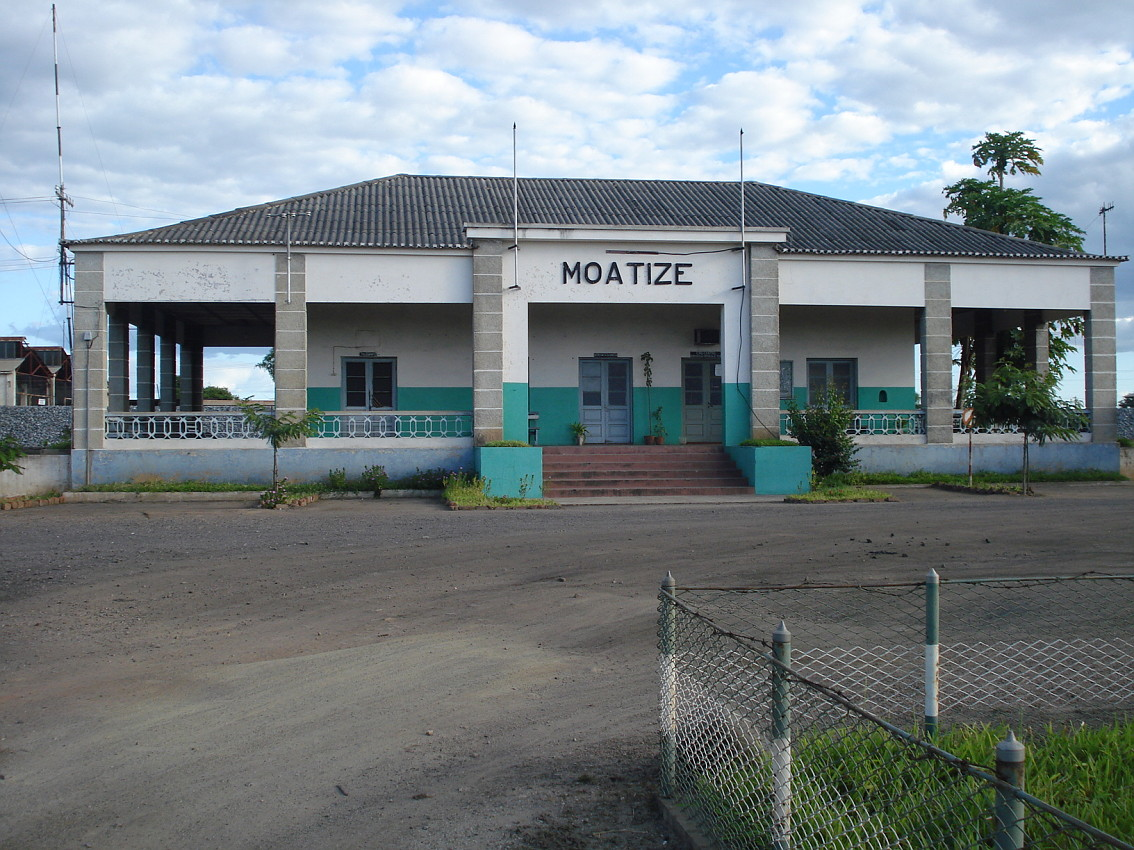
Estação do Caminho de Ferro em Moatize

Somente em 1885, com a constituição da Delagoa Bay & East Africa Company, do coronel norte-americano Edward B. MacMurdo, e sob pressão do Governo português, foram iniciados os trabalhos da nova linha. A 1 de Dezembro de 1887 foram inaugurados os primeiros 80 km de via férrea da região entre a capital, Lourenço Marques, e a cidade de Kolomati. Do outro lado da fronteira, o Transvaal, perante este desenvolvimento, entregou a um sindicato de financeiro alemão a construção da linha no seu território.
Apesar da abertura da linha, a Delagoa Bay & East Africa Company não manteve a exploração nem a concessão da linha, com dificuldades financeiras, técnicas e diplomáticas, agravadas pela intervenção do britânico Cecil John Rhodes e pela morte do seu fundador, o coronel MacMurdo. Dada a interrupção dos trabalhos de construção, o governo português denunciou o contrato (com graves consequências financeiras), e tomou conta do destino da linha.
Com administração directa das autoridade coloniais a partir de 25 de Junho de 1889, a obra avançou e atingiu à fronteira com o Transval em Ressano Garcia a 1 de Março de 1890, tendo a linha chegado a Pretória em 1892.
A  via-férrea foi construída com uma bitola de 1067 mm, à semelhança da utilizada nas redes ferroviárias do Transval e de Essuatíni com as quais iria ligar, tal como iria ser a utilizada na antiga colónia britânica da Rodésia – actual Zimbabué –, destino do segundo projecto ferroviário a ser construído.
A origem desta linha remonta a um tratado anglo-português de 1891 que previa a construção de um caminho de ferro entre o porto fluvial de Fontesvilla, no Rio Púnguè, e a capital da Rodésia, Salisbúria (actual Harare).
A linha ferroviária desde a Rodésia até ao oceano Índico começou por ser construída com uma bitola estreita de 610 mm, mas rapidamente os comboios que por ela circulavam ficavam com as capacidades limitadas. Deste modo, e apesar de ter sido inaugurado em 1895 com a bitola de 610 mm, em Agosto de 1900 foi alvo de obras para passar para os 1067 mm. Em simultâneo as dificuldades de navegação no rio Púnguè levaram ao prolongamento da linha até ao porto oceânico da Beira. Esta linha, o «Caminho-de-ferro de Beira», foi explorada durante muitos anos pela Beira and Rhodesian Railways.

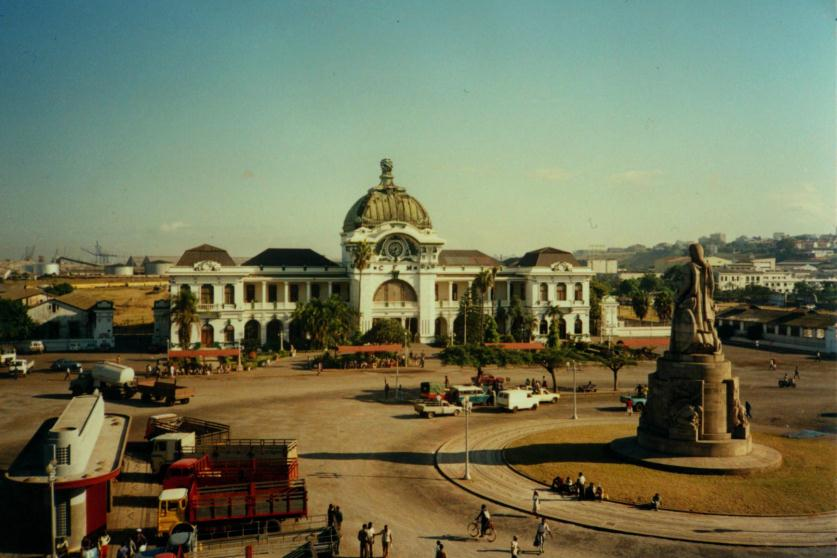
Estação do Caminho de Ferro em Maputo (1988)

A terceira linha principal de Moçambique, com inicio do porto de Nacala, destinava-se a ligar o oceano Índico ao Protectorado Britânico da África Central, actual Malawi. O início das operações teve lugar em 1912.
Para além destas linhas, Moçambique possui outras linhas mais modestas, construídas sobretudo com uma bitola de 1067 mm, à excepção da linha de 140 km que liga João Belo (actual Xai-Xai) a Chicomo, que tem bitola de 750 mm.
O caminhos-de-ferro em Moçambique é constituído por três redes independentes que partem de Maputo, Beira e Nacala e que, com outros pequenos ramais, representam um total de 3123 km de vias (pese embora que nem todas se encontram em condições de operacionalidade). Embora não exista qualquer ligação entre as três redes principais dentro do território de Moçambique, mesmo assim os comboios podem passar de uma rede para a outra no Zimbabwé e no Malawi.

## Da Independência ao presente
Com a Independência em 25 Junho de 1975, a recém criada República Popular de Moçambique herdou o sistema, que durante a Guerra Civil Moçambicana a infra-estrutura ferroviária foi alvo de vários ataques e acções de sabotagem, levando quase à sua paralisação total. com a Lei nº 17/91, a gestão da ferrovia passa para a Empresa Portos e Caminhos de Ferro de Moçambique, E.P. abreviadamente designada por CFM.